# Live (album String Connection)
Live – album zespołu String Connection wydany w 1984 roku nakładem wytwórni Polton.

## Lista utworów
źródło:.
Strona 1
1. "Relaxing at Schwartbuck" (K. Dębski) – 6:12
2. "Para Martha" (K. Dębski) – 4:24
3. "New Romantic Expectation" (K. Dębski) – 10:53

Strona 2
1. "Gutan dance" (K. Dębski) – 6:25
2. "Piosenka o WFG" (K. Dębski) – 8:05
3. "Cantabile in h-moll" (K. Dębski) – 6:07

## Twórcy
źródło:.
- Krzysztof Ścierański – gitara basowa
- Krzesimir Dębski – skrzypce
- Krzysztof Przybyłowicz – perkusja
- Andrzej Olejniczak – saksofon sopranowy, saksofon tenorowy
- Janusz Skowron – instrumenty klawiszowe

Personel
- Tadeusz Makowski – producent
- Rafał Paczkowski – reżyser nagrania
- Marek Grącki – asystent
- Krzysztof Tyczkowski – projekt graficzny
- Marian Rajski – foto